# Teichgrotte und Ponorhöhle am Kirchloh
Teichgrotte und Ponorhöhle am Kirchloh este o arie protejată (arie specială de conservare — SAC, sit de importanță comunitară — SCI) din Germania întinsă pe o suprafață de 0,14 ha, integral pe uscat.

## Localizare
Centrul sitului Teichgrotte und Ponorhöhle am Kirchloh este situat la coordonatele 51°23′17″N 8°36′24″E / 51.3881°N 8.6067°E.

## Înființare
Situl Teichgrotte und Ponorhöhle am Kirchloh a fost declarat sit de importanță comunitară în martie 2001 pentru a proteja un număr necunoscut de specii din flora spontană și fauna sălbatică aflate în arealul zonei. Situl a fost protejat și ca arie specială de conservare în februarie 2016.

## Biodiversitate
Situată în ecoregiunea continentală, aria protejată conține 1 habitat natural: Peșteri inaccesibile publicului.
La baza desemnării sitului se află un număr nedeclarat de specii protejate.